# Ferdinand al II-lea de Neapole
Ferdinand al II-lea de Napoli (n. 26 iunie 1467, Napoli, Regatul Neapolelui – d. 5 octombrie 1496, Napoli, Regatul Neapolelui) a fost rege al Neapolelui din 1495 până în 1496. A fost fiul lui Alfonso al II-lea și a Ippolitei Maria Sforza.

## Bibliografia

### Ascensiunea
Odată cu apropierea armatei franceze conduse de Carol al VIII-lea, care a trecut în 1494 în Italia, cu scopul de a recâștiga regatul pierdut de Neapole pe baza filialei angevină, iar Alfonso al II-lea a decis să stabilizeze tronul, abdicând în favoarea fiului său cel mare. Ferdinand a fost încoronat în ianuarie 1495, dar abdicarea nu a produs efectul dorit. Sosirea iminentă și periculoasă pentru Casa de Trastámara a regelui francez a condus mulți nobili napoletani să ia partea invadatorilor, facilitând detronarea lui Ferdinand.

### Invazia franceză
Sprijinirea invaziei franceze de către proprii comandanți a făcut imposibilă apărarea Neapolelui, astfel Ferdinand nu a avut de ales decât să se refugieze cu familia sa pe insula Ischia, în timp ce orașul a fost devastat de revolte. Francezii au intrat în Napoli pe 22 februarie 1495, Carol stabilind reședința la Castelul Capuano, palatul vechi fortificat de regii normanzi. Deși mulți nobili napoletani erau susținători ai francezilor, nostalgici din perioada angevină, Carol nu a profitat de aceste condiții în favoarea sa și a impus oficialii francezi în funcțiile administrative importante.
Slăbiciunea alegerilor sale, dictate probabil de convingerea că este stăpânul de necontestat al domeniului, și probabil, a întregii peninsule. Aceste impresii au coalizat statele italiene împotriva Franței, în acest timp Ferdinand a reorganizat armata sa napolitană. În luna mai, regele Franței, în urma impulsurile populației napolitane pro-aragoneze și înaintarea armatelor lui Ferdinand, a lăsa Napoli și a început să se întoarcă acasă.

### Recucerirea regatului

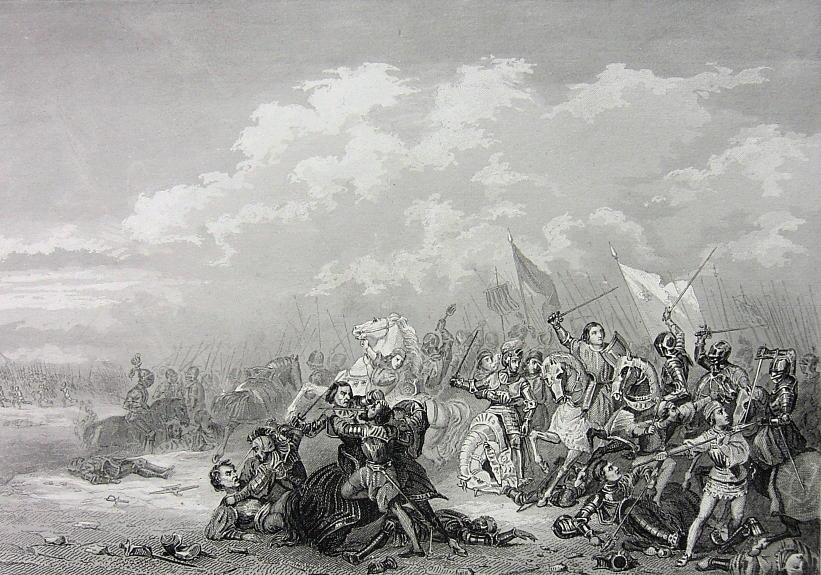
Ferdinand în bătălia de la Seminara.

Ferdinand, care între timp s-a dus la Messina, în exil temporar, alăturându-se vărului său, Ferdinand al II-lea de Aragon, rege al Siciliei și Spania, care i-a oferit asistență în recucerirea regatului. Generalul spaniol Gonzalo Fernández de Córdoba a sosit din Spania, cu o mică armată formată din 600 de lăncieri de cavalerie spaniolă și 1.500 de infanterie, fiind ales de regina Isabella să conducă contingentului spaniol. De Córdoba a ajuns la portul din Messina pe 24 mai 1495, doar pentru a descoperi dacă Ferdinand al II-lea de Napoli a trecut în Calabria cu armata sa, traversat de flota amiralului Requesens, reocupând Reggio. Córdoba trecând în Calabria două zile mai târziu.
Ferdinand a condus armata aliată în afara orașului Seminara pe 28 iunie și a luat o poziție de-a lungul unui râu. Inițial, bătălia era în favoarea aliaților datorită jineților spanioli care împiedicau înaintarea jandarmilor franco-elvețieni.
Dar, în acest moment al luptei, miliția din Calabria a intrat în panică, s-au retras panicați chiar dacă Ferdinand al II-lea a încercat să-i oprească, retragerea calabrezilor a fost atacată de jandarmii francezi, care au reușit să treacă triumfători râu. Situația curând a devenit disperată pentru forțele aliate: regele, ușor de recunoscut în îmbrăcămintele sale luxoase, a fost atacat, scăpând datorită unui nobil, Giovanni de Capua. În ciuda forțele franceze și elvețiene câștigătoare adunate pe câmpul de luptă, Ferdinand al II-lea de Napoli, datorită loialitatea populației, a avut în curând posibilitatea să se întoarcă la Napoli. De Córdoba, folosind tactici de gherilă și evitând cu atenție orice confruntare cu batalioane de temut elvețiene a recăpătat încet restul Calabriei. Mulți dintre mercenarii în serviciul francez s-au revoltat din cauza neplatei și s-au întors acasă, forțele franceze rămase au fost prinse la Atella de forțele unite ale lui Ferdinand și de Cordoba și obligate să se predea.
Până în iulie Ferrandino a fost capabil să se întoarcă la Napoli, învingând garnizoanele franceze și restabilindu-și autoritatea care a fost salutată cu entuziasm de către napolitani.

### Moartea și succesiunea
Război împotriva rămășițelor armatei lui Carol al VIII-lea a durat anul următor, dar de fapt, regatul era sub autoritatea lui Ferrandino, care a făcut posibil de a celebra nunta sa cu mătușa, Ioana, mai tânără decât el. A fost sora lui Alfonso al II-lea, născută din a doua căsătorie a regelui Ferdinand I cu Ioana de Aragon. La momentul căsătoriei, Ferdinand avea 27 de ani, iar Ioana 18.
Cuplul regal a decis să plece din Napoli pentru ceva timp, mutându-se la Somma. Aici regele a fost lovit de boală care în câteva zile l-a răpus. Ferdinand a murit pe 7 septembrie 1496.
În lipsa unor moștenitori direcți ai regelui, coroana a fost moștenit de către unchiul său Frederic, fratele legitim a lui Alfonso al II-lea. A urcat pe tron sub numele de Frederic al IV-lea din Napoli, fiind ultimul rege napoletan din dinastia aragoneză.